# Katharina Szelinski-Singer

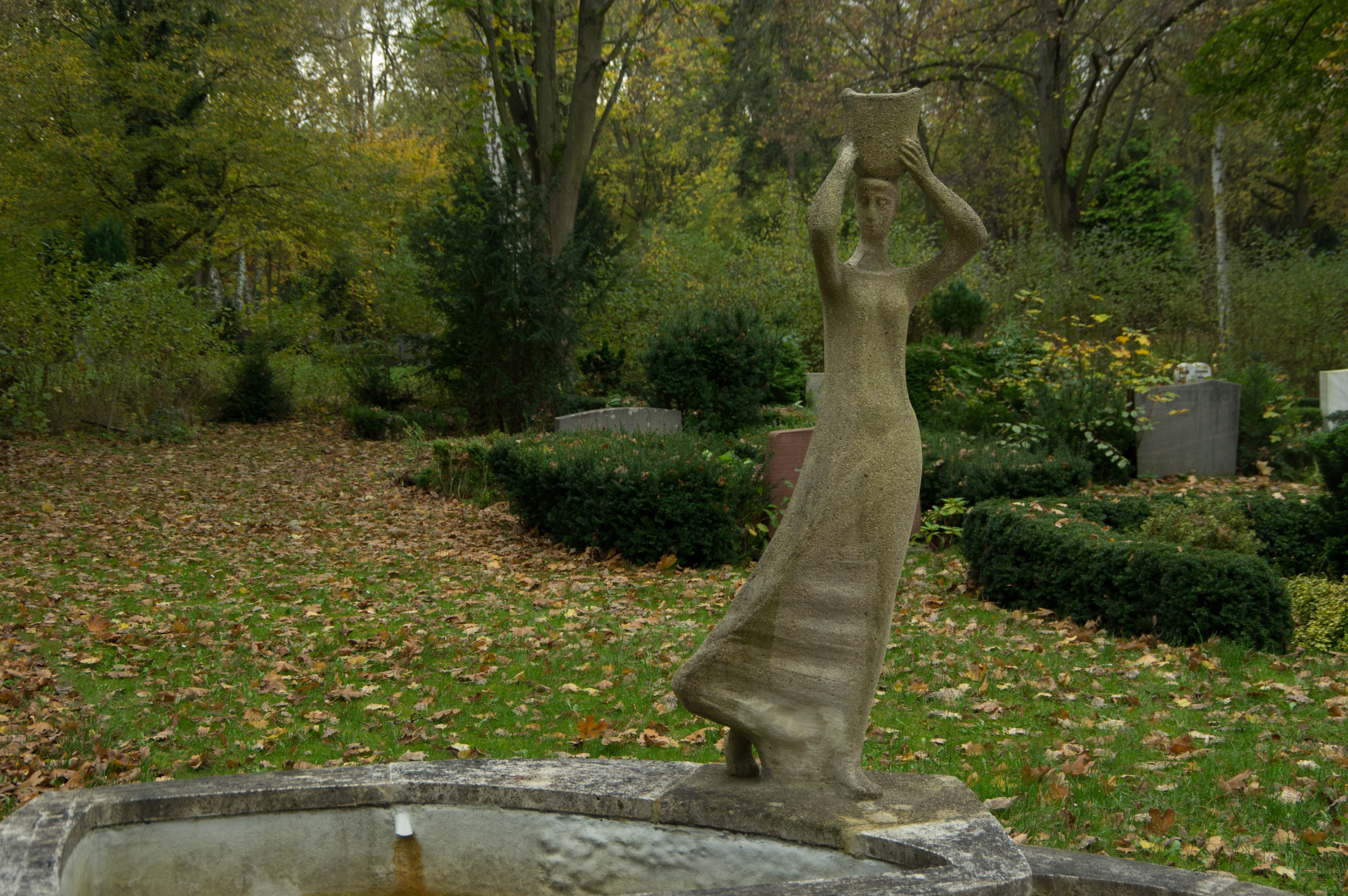
Niosąca wodę z 1957

Katarina Szelinski-Singer (ur. 24 maja 1918 w Szyłokarczmie; zm. 20 grudnia 2010 w Berlinie) – niemiecka rzeźbiarka pochodząca z Prus Wschodnich, od 1945 roku tworzyła w Niemczech.